# Élections législatives de 1986 dans le Var
Les élections législatives françaises de 1986 ont lieu le 16 mars 1986. Dans le département du Var, sept députés sont à élire dans le cadre d'un scrutin proportionnel par liste départementale à un seul tour.

## Élus
| Député élu        |  | Parti    |
| ----------------- |  | -------- |
| François Léotard  |  | UDF (PR) |
| Maurice Arreckx   |  | UDF (PR) |
| Arthur Paecht     |  | UDF (PR) |
| Christian Goux    |  | PS       |
| Maurice Janetti   |  | PS       |
| Yann Piat         |  | FN       |
| Jean-Michel Couve |  | RPR      |

Démissionnaire le 29 septembre 1986, Maurice Arreckx est remplacé par Michel Hamaide (UDF-PR).

## Listes en présence

### Extrême gauche (MPPT)
| N° | Candidats              | Parti | Parti | Principales fonctions                               |
| -- | ---------------------- | ----- | ----- | --------------------------------------------------- |
| 01 | Jean-Baptiste Santucci |       | MPPT  | Technicien aux chantiers navals de La Seyne-sur-Mer |
| 02 | Gérard Luiggi          |       | MPPT  | Projeteur à l'Équipement                            |
| 03 | Josianne Dimek         |       | MPPT  | Sans profession, mère de famille                    |
| 04 | Michel Tognetti        |       | MPPT  | Agriculteur                                         |
| 05 | Joseph-Antoine Vioque  |       | MPPT  | Professeur de LEP                                   |
| 06 | Roger Magni            |       | MPPT  | Contrôleur CFRT                                     |
| 07 | Jean-Marie Le Gal      |       | MPPT  | Instituteur                                         |
|    |                        |       |       |                                                     |
| 08 | Jean-Luc Gay           |       | MPPT  | Pédiatre                                            |
| 09 | Xavier Giovannetti     |       | MPPT  | Professeur de lettres                               |

### Parti communiste français
| N° | Candidats           | Parti | Parti | Principales fonctions                                                                    |
| -- | ------------------- | ----- | ----- | ---------------------------------------------------------------------------------------- |
| 01 | Danielle de March   |       | PCF   | Députée européenne et conseillère municipale de Toulon, employée de bureau               |
| 02 | Guy Guigou          |       | PCF   | Conseiller général du canton de Cuers et conseiller municipal de Cuers, ouvrier retraité |
| 03 | Maurice Blanc       |       | PCF   | Conseiller municipal de La Seyne-sur-Mer, employé de librairie                           |
| 04 | Pierre Guiseppi     |       | PCF   | Conseiller municipal de Toulon, ajusteur                                                 |
| 05 | René Jourdan        |       | PCF   | Conseiller municipal de La Cadière-d'Azur, directeur de coopérative agricole             |
| 06 | Francis Lyon        |       | PCF   | Ouvrier des chantiers navals, La Seyne-sur-Mer                                           |
| 07 | Bernard Barbagelata |       | PCF   | Universitaire, Carqueiranne                                                              |
|    |                     |       |       |                                                                                          |
| 08 | Jean-Pierre Nardini |       | PCF   | Conseiller municipal de Draguignan, surveillant principal de travaux à la SNCF           |
| 09 | Martine Codron      |       | PCF   | Médecin généraliste, Nans-les-Pins                                                       |

### Parti socialiste
| N° | Candidats                 | Parti | Parti | Principales fonctions |
| -- | ------------------------- | ----- | ----- | --- |
| 01 | Christian Goux            |       | PS    | Député sortant, conseiller régional et conseiller municipal de Bandol, professeur de faculté                             |
| 02 | Maurice Janetti           |       | PS    | Sénateur, conseiller régional, conseiller général du canton de Rians et maire de Saint-Julien-le-Montagnier, instituteur |
| 03 | Robert Gaïa               |       | PS    | Instituteur |
| 04 | Geneviève de Vaulx        |       | PS    | Conseillère municipale de Draguignan, professeur                                                                         |
| 05 | Alain Jaubert             |       | PS    | Conseiller municipal de La Seyne-sur-Mer, agent civil du Ministère de la Défense                                         |
| 06 | Geneviève Pessel          |       | PS    | Adjointe au maire du Luc, employée à la DDE                                                                              |
| 07 | Gérard Imbert             |       | PS    | Conseiller municipal d'Ollioules, ingénieur                                                                              |
|    |                           |       |       | |
| 08 | Yvonne Arrou-Vignod       |       | PS    | Conseillère municipale du Beausset, principale de collège                                                                |
| 09 | Catherine Granier-Lepètre |       | PS    | Conseillère municipale de Saint-Raphaël, professeur                                                                      |

### Divers gauche
| N° | Candidats          | Parti | Parti | Principales fonctions                                                      |
| -- | ------------------ | ----- | ----- | -------------------------------------------------------------------------- |
| 01 | Raymond Niccoletti |       | DVG   | Conseiller général du canton de Salernes et maire de Salernes, électricien |
| 02 | Ernest Pedemonte   |       | DVG   | Architecte, Toulon                                                         |
| 03 | Gérard Gasnier     |       | DVG   | Directeur financier de la Normed, Toulon                                   |
| 04 | Jean-Marie Vassalo |       | DVG   | Pharmacien-biologiste, La Garde                                            |
| 05 | Jean Giraud        |       | DVG   | Ancien général de Gendarmerie, Saint-Raphaël                               |
| 06 | Michel Fille       |       | DVG   | Horticulteur, Hyères                                                       |
| 07 | Robert Morini      |       | DVG   | Adjoint au maire de Six-Fours-les-Plages, ingénieur construction navale    |
|    |                    |       |       |                                                                            |
| 08 | Chantal Chabriel   |       | DVG   | Secrétaire à la Normed, La Seyne-sur-Mer                                   |
| 09 | Henri Galvagno     |       | DVG   | Entrepreneur de maçonnerie, La Valette-du-Var                              |

### Union pour la démocratie française
| N° | Candidats                | Parti | Parti  | Principales fonctions |
| -- | ------------------------ | ----- | ------ | --- |
| 01 | François Léotard         |       | UDF-PR | Député sortant, conseiller général du canton de Fréjus, vice-président du conseil général et maire de Fréjus, administrateur civil |
| 02 | Maurice Arreckx          |       | UDF-PR | Conseiller général du canton de Toulon-6, président du conseil général et maire honoraire de Toulon, commerçant en retraite        |
| 03 | Arthur Paecht            |       | UDF-PR | Conseiller général du canton de Saint-Mandrier-sur-Mer, vice-président du conseil général et maire de Bandol, médecin              |
| 04 | Daniel Colin             |       | UDF-PR | Conseiller régional et adjoint au maire de Toulon, chirurgien-dentiste                                                             |
| 05 | Michel Hamaide           |       | UDF-PR | Conseiller municipal de Fréjus, chef d'entreprise                                                                                  |
| 06 | Hubert Falco             |       | UDF-PR | Conseiller général du canton de Besse-sur-Issole et maire de Pignans, directeur commercial de PME                                  |
| 07 | Jean-Michel Camut        |       | UDF-PR | Premier adjoint au maire de Hyères, ingénieur conseil en génie civil                                                               |
|    |                          |       |        | |
| 08 | Marie-Claude Dassonville |       | UDF-PR | Adjointe au maire de Draguignan, professeur de lettres                                                                             |
| 09 | Jacques Cestor           |       | DVD    | Conseiller général du canton de Brignoles, vice-président du conseil général et maire de Brignoles, professeur de physique-chimie  |

### Rassemblement pour la République
| N° | Candidats           | Parti | Parti | Principales fonctions |
| -- | ------------------- | ----- | ----- | --- |
| 01 | Jean-Michel Couve   |       | RPR   | Conseiller régional et maire de Saint-Tropez, cardiologue                                                                           |
| 02 | Jean-Pierre Giran   |       | RPR   | Professeur agrégé d'économie à l'université                                                                                         |
| 03 | Jacques Lordet      |       | RPR   | Premier adjoint au maire de La Seyne-sur-Mer, pharmacien                                                                            |
| 04 | Christian Serretta  |       | RPR   | Adjoint au maire de Toulon, fondé de pouvoirs                                                                                       |
| 05 | Joseph Sercia       |       | RPR   | Conseiller général du canton d'Hyères et adjoint au maire de Hyères, commerçant                                                     |
| 06 | Jean-Marie Bertrand |       | RPR   | Conseiller général du canton de Fayence, gérant de société                                                                          |
| 07 | René-Georges Laurin |       | RPR   | Conseiller général du canton de Saint-Raphaël, 1er vice-président du conseil général et maire de Saint-Raphaël, commissaire priseur |
|    |                     |       |       | |
| 08 | Bruno Aycard        |       | RPR   | Maire de Belgentier, chirurgien-dentiste                                                                                            |
| 09 | Roger Guirato       |       | RPR   | Conseiller municipal de Saint-Maximin, kinesithérapeute                                                                             |

### Front national
| N° | Candidats                  | Parti | Parti | Principales fonctions                           |
| -- | -------------------------- | ----- | ----- | ----------------------------------------------- |
| 01 | Yann Piat                  |       | FN    | Mère de famille, Hyères                         |
| 02 | Jean-Louis Bouguereau      |       | FN    | Avocat, Saint-Tropez                            |
| 03 | Sylvain Ferrua             |       | FN    | Comptable, Fréjus                               |
| 04 | François Gestat de Garambé |       | FN    | Médecin, Toulon                                 |
| 05 | Françoise Rigord           |       | FN    | Chef d'entreprise viticole, Flassans-sur-Issole |
| 06 | Philippe Ferré             |       | FN    | Gérant de société, Hyères                       |
| 07 | Éric de Torquat            |       | FN    | Représentant, Saint-Mandrier                    |
|    |                            |       |       |                                                 |
| 08 | Bernard Carles             |       | FN    | Agent immobilier, Toulon                        |
| 09 | Alain Rivas                |       | FN    | Agent d'assurances, Toulon                      |

### Extrême droite (FN dissident)
| N° | Candidats          | Parti | Parti          | Principales fonctions                                       |
| -- | ------------------ | ----- | -------------- | ----------------------------------------------------------- |
| 01 | Bernard Mamy       |       | EXD (FN diss.) | Ingénieur conseil, Toulon                                   |
| 02 | René Communal      |       | CNIP           | Professeur de biologie, Trans-en-Provence                   |
| 03 | Joël Gauthier      |       | EXD            | Fonctionnaire, Toulon                                       |
| 04 | Alain Berti        |       | EXD (FN diss.) | Commerçant, Draguignan                                      |
| 05 | Jean-Claude Maitre |       | EXD            | Architecte, Six-Fours-les-Plages                            |
| 06 | Bernard Mounier    |       | EXD            | Décorateur et ancien pilote de ligne, Roquebrune-sur-Argens |
| 07 | Jacques Munier     |       | EXD            | Chirurgien-dentiste, Sainte-Maxime                          |
|    |                    |       |                |                                                             |
| 08 | François Rico      |       | EXD            | Employé, La Seyne-sur-Mer                                   |
| 09 | Claude Berger      |       | EXD            | Commerçant, Fréjus                                          |

## Résultats

### Résultats à l'échelle du département
| Liste Parti politique | Liste Parti politique                                                                                           | Tête de liste          | Tour unique | Tour unique | Sièges |
| Liste Parti politique | Liste Parti politique                                                                                           | Tête de liste          | Voix        | %           | Sièges |
| --------------------- | --- | ---------------------- | ----------- | ----------- | ------ |
|                       | Var 86 - Liste François Léotard d'opposition nationale Union pour la démocratie française (PR)                  | François Léotard       | 135 861     | 33,54       | 3      |
|                       | Pour une majorité de progrès avec le président de la République Parti socialiste                                | Christian Goux         | 97 803      | 24,14       | 2      |
|                       | Liste de Rassemblement national présentée par le Front national Front national                                  | Yann Piat              | 69 347      | 17,12       | 1      |
|                       | Liste RPR pour le renouveau présentée par Jacques Chirac Rassemblement pour la République                       | Jean-Michel Couve      | 48 364      | 11,94       | 1      |
|                       | Liste présentée par le Parti communiste français Parti communiste français                                      | Danielle de March      | 41 765      | 10,31       | 0      |
|                       | Réussir le Var autrement Divers gauche                                                                          | Raymond Niccoletti     | 6 874       | 1,70        | 0      |
|                       | Liste de la Fédération nationaliste du Var Extrême droite (diss. Front national)                                | Bernard Mamy           | 3 534       | 0,87        | 0      |
|                       | Liste du Mouvement pour un parti des travailleurs Var Extrême gauche (Mouvement pour un parti des travailleurs) | Jean-Baptiste Santucci | 1 568       | 0,39        | 0      |
|                       | |                        |             |             |        |
| Inscrits              | Inscrits | Inscrits               | 529 459     | 100,00      | 7      |
| Abstentions           | Abstentions | Abstentions            | 111 028     | 20,97       |        |
| Votants               | Votants | Votants                | 418 431     | 79,03       |        |
| Blancs et nuls        | Blancs et nuls                                                                                                  | Blancs et nuls         | 13 315      | 3,18        |        |
| Exprimés              | Exprimés | Exprimés               | 405 116     | 96,82       |        |